# Campionati sloveni di sci alpino 1996
I Campionati sloveni di sci alpino 1996 si svolsero a Golte, a Kobla, a Maribor e a Rogla tra il 6 febbraio e il 19 marzo. Il programma incluse gare di discesa libera, supergigante, slalom gigante, slalom speciale e combinata, sia maschili sia femminili.
Trattandosi di competizioni valide ai fini del punteggio FIS, vi parteciparono anche sciatori di altre federazioni, senza che questo consentisse loro di concorrere al titolo nazionale sloveno.

## Risultati

### Uomini

#### Discesa libera
| Pos. | Atleta             | Nazione  | Tempo   |
| ---- | ------------------ | -------- | ------- |
| 1    | Peter Pertl        | Austria  | 1:12,08 |
| 2    | Reinhold Gappmaier | Austria  | 1:12,37 |
| 3    | Aleš Brezavšček    | Slovenia | 1:12,44 |
| 4    | Jernej Koblar      | Slovenia | 1:12,69 |
| 5    | Harald Pachner     | Austria  | 1:12,77 |
| 6    | Mitja Kunc         | Slovenia | 1:12,96 |
| 7    | Peter Pen          | Slovenia | 1:12,98 |
| 8    | Miran Ravter       | Slovenia | 1:13,08 |
| 9    | Marco Perger       | Austria  | 1:13,17 |
| 10   | Michael Walchhofer | Austria  | 1:13,22 |

Data: 7 febbraio

Località: Maribor

#### Supergigante
| Pos. | Atleta          | Nazione  | Tempo   |
| ---- | --------------- | -------- | ------- |
| 1    | Aleš Brezavšček | Slovenia | 1:21,33 |
| 2    | Miran Ravter    | Slovenia | 1:21,48 |
| 3    | Edi Dreschl     | Austria  | 1:21,73 |
| 4    | Jernej Koblar   | Slovenia | 1:21,76 |
| 5    | Gašper Kontrec  | Slovenia | 1:21,82 |
| 6    | Audun Grønvold  | Norvegia | 1:22,07 |
| 7    | Mitja Kunc      | Slovenia | 1:22,35 |
| 8    | Jure Košir      | Slovenia | 1:22,40 |
| 9    | David De Costa  | Slovenia | 1:22,41 |
| 10   | Gregor Šparovec | Slovenia | 1:22,59 |

Data: 6 febbraio

Località: Maribor

#### Slalom gigante
| Pos. | Atleta             | Nazione  | Tempo   |
| ---- | ------------------ | -------- | ------- |
| 1    | Jernej Koblar      | Slovenia | 1:37,44 |
| 1    | Mitja Kunc         | Slovenia | 1:37,44 |
| 3    | Drago Grubelnik    | Slovenia | 1:37,50 |
| 4    | Thomas Lödler      | Croazia  | 1:37,74 |
| 5    | Horst Schilchegger | Austria  | 1:37,93 |
| 6    | Gašper Kontrec     | Slovenia | 1:38,04 |
| 7    | Stefan Lanziner    | Austria  | 1:38,42 |
| 8    | Ronald Stampfer    | Austria  | 1:38,44 |
| 9    | Miran Ravter       | Slovenia | 1:39,06 |
| 10   | Dani Mattias       | Slovenia | 1:39,23 |

Data: 17 marzo

Località: Kobla

#### Slalom speciale
| Pos. | Atleta          | Nazione  | Tempo   |
| ---- | --------------- | -------- | ------- |
| 1    | Andrej Miklavc  | Slovenia | 1:28,72 |
| 2    | Jure Košir      | Slovenia | 1:29,16 |
| 3    | Rene Mlekuž     | Slovenia | 1:29,58 |
| 4    | David De Costa  | Slovenia | 1:29,79 |
| 5    | Gregor Grilc    | Slovenia | 1:29,84 |
| 6    | Kilian Albrecht | Austria  | 1:30,28 |
| 7    | Matej Jovan     | Slovenia | 1:30,80 |
| 8    | Aleš Brezavšček | Slovenia | 1:30,87 |
| 9    | Mitja Kunc      | Slovenia | 1:30,99 |
| 10   | Markus Kirchner | Austria  | 1:31,02 |

Data: 15 marzo

Località: Golte

#### Combinata
| Pos. | Atleta     | Nazione  |
| ---- | ---------- | -------- |
| 1    | Mitja Kunc | Slovenia |
| 2    | ?          | ?        |
| 3    | ?          | ?        |

### Donne

#### Discesa libera
| Pos. | Atleta               | Nazione  | Tempo   |
| ---- | -------------------- | -------- | ------- |
| 1    | Tina Bogataj         | Slovenia | 1:15,53 |
| 2    | Andreja Potisk Ribič | Slovenia | 1:15,61 |
| 3    | Katja Koren          | Slovenia | 1:16,18 |
| 4    | Anja Kalan           | Slovenia | 1:16,40 |
| 5    | Katarina Breznik     | Slovenia | 1:16,82 |
| 6    | Alenka Dovžan        | Slovenia | 1:16,95 |
| 7    | Dalia Lorbek         | Slovenia | 1:16,96 |
| 8    | Anja Martinčević     | Slovenia | 1:18,17 |
| 9    | Lea Hren             | Slovenia | 1:18,27 |
| 10   | Andreja Gašperin     | Slovenia | 1:18,28 |

Data: 7 febbraio

Località: Maribor

#### Supergigante
| Pos. | Atleta               | Nazione  | Tempo   |
| ---- | -------------------- | -------- | ------- |
| 1    | Tina Bogataj         | Slovenia | 1:24,40 |
| 2    | Andreja Potisk Ribič | Slovenia | 1:24,43 |
| 3    | Alenka Dovžan        | Slovenia | 1:24,59 |
| 4    | Anja Kalan           | Slovenia | 1:24,97 |
| 5    | Nataša Bokal         | Slovenia | 1:25,04 |
| 6    | Urška Hrovat         | Slovenia | 1:25,45 |
| 7    | Katja Koren          | Slovenia | 1:25,46 |
| 8    | Katarina Breznik     | Slovenia | 1:25,51 |
| 9    | Dalia Lorbek         | Slovenia | 1:26,25 |
| 10   | Andreja Gašperin     | Slovenia | 1:26,43 |

Data: 6 febbraio

Località: Maribor

#### Slalom gigante
| Pos. | Atleta               | Nazione  | Tempo   |
| ---- | -------------------- | -------- | ------- |
| 1    | Urška Hrovat         | Slovenia | 2:02,24 |
| 2    | Nataša Bokal         | Slovenia | 2:02,82 |
| 3    | Alenka Dovžan        | Slovenia | 2:03,03 |
| 4    | Katja Koren          | Slovenia | 2:03,21 |
| 5    | Katarina Breznik     | Slovenia | 2:04,03 |
| 6    | Andreja Potisk Ribič | Slovenia | 2:04,43 |
| 7    | Katja Šmalc          | Slovenia | 2:04,82 |
| 8    | Tina Bogataj         | Slovenia | 2:05,97 |
| 9    | Anja Kalan           | Slovenia | 2:06,27 |
| 10   | Andreja Gašperin     | Slovenia | 2:06,66 |

Data: 29 marzo

Località: Maribor

#### Slalom speciale
| Pos. | Atleta             | Nazione  | Tempo   |
| ---- | ------------------ | -------- | ------- |
| 1    | Urška Hrovat       | Slovenia | 1:15,76 |
| 1    | Katja Koren        | Slovenia | 1:15,76 |
| 3    | Sabine Egger       | Austria  | 1:16,14 |
| 4    | Nataša Bokal       | Slovenia | 1:16,16 |
| 5    | Alenka Dovžan      | Slovenia | 1:17,98 |
| 6    | Melanie Schöffmann | Austria  | 1:18,26 |
| 7    | Dalia Lorbek       | Slovenia | 1:18,29 |
| 8    | Tina Vrhunc        | Slovenia | 1:18,37 |
| 9    | Katarina Breznik   | Slovenia | 1:18,47 |
| 10   | Nadine Amann       | Austria  | 1:18,83 |

Data: 22 marzo

Località: Rogla

#### Combinata
| Pos. | Atleta      | Nazione  |
| ---- | ----------- | -------- |
| 1    | Katja Koren | Slovenia |
| 2    | ?           | ?        |
| 3    | ?           | ?        |